# FIS Cup w skokach narciarskich 2015/2016
FIS Cup w skokach narciarskich 2015/2016 – 11. edycja FIS Cupu, która rozpoczęła się on 11 lipca 2015 w austriackim Villach. Zakończenie pierwotnie miało się odbyć 5 marca 2016 w słoweńskiej Planicy, jednak z powodu przeniesienia dwóch konkursów z grudnia ostatecznie odbyło się ono 12 marca 2016 w czeskim Harrachovie. W sumie rozegrane zostały 24 konkursy, w tym 10 zawodów letnich i 14 zimowych.
Tytułu bronił reprezentant Polski Andrzej Stękała, który w sezonie 2014/2015 pokonał o 180 punktów Słoweńca Žigę Mandla. Trzecie miejsce zajął kolejny Polak Przemysław Kantyka.
W klasyfikacji generalnej cyklu zwyciężył Niemiec Danny Queck, zdobywając 796 punktów. Kolejne miejsca na podium zajęli kolejny Niemiec Michael Dreher oraz Austriak Simon Greiderer, obaj ze stratą ponad 300 punktów do Quecka.
Ostateczny terminarz zawodów został zatwierdzony 8 czerwca 2015 r. w bułgarskiej Warnie.
- Zawody w kanadyjskim Calgary zostały przeniesione do Whistler z powodu większego zainteresowania tym miastem jako znanego ośrodka sportów zimowych[2].
- Zawody w czeskim Harrachovie zaplanowane na 18 i 19 grudnia zostały przeniesione na marzec z powodu wysokich temperatur i braku śniegu[3].

## Kalendarz zawodów
| Lp.                                                             | Data                                                            | Miejscowość                                                     | HS                                                              | Uwagi                                                           | 1. miejsce          | 2. miejsce          | 3. miejsce            |
| --------------------------------------------------------------- | --------------------------------------------------------------- | --------------------------------------------------------------- | --------------------------------------------------------------- | --------------------------------------------------------------- | ------------------- | ------------------- | --------------------- |
| 1.                                                              | 11 lipca 2015                                                   | Villach                                                         | HS-98                                                           | –                                                               | Danny Queck         | Eduard Torok        | Ernest Prišlič        |
| 2.                                                              | 12 lipca 2015                                                   | Villach                                                         | HS-98                                                           | –                                                               | Tim Heinrich        | Lukas Müller        | Danny Queck           |
| 3.                                                              | 20 sierpnia 2015                                                | Kuopio                                                          | HS-127                                                          | –                                                               | Andraž Pograjc      | Florian Altenburger | Ernest Prišlič        |
| 4.                                                              | 21 sierpnia 2015                                                | Kuopio                                                          | HS-127                                                          | –                                                               | Florian Altenburger | Adam Ruda           | Andraž Pograjc        |
| 5.                                                              | 29 sierpnia 2015                                                | Szczyrk                                                         | HS-106                                                          | –                                                               | Michael Dreher      | Žiga Jelar          | Artur Kukuła          |
| 6.                                                              | 30 sierpnia 2015                                                | Szczyrk                                                         | HS-106                                                          | –                                                               | Michael Dreher      | Danny Queck         | Artur Kukuła          |
| 7.                                                              | 12 września 2015                                                | Einsiedeln                                                      | HS-117                                                          | –                                                               | Simon Greiderer     | Andrzej Stękała     | Adrian Sell           |
| 8.                                                              | 13 września 2015                                                | Einsiedeln                                                      | HS-117                                                          | –                                                               | Killian Peier       | Krzysztof Leja      | Tilen Bartol          |
| 9.                                                              | 26 września 2015                                                | Râșnov                                                          | HS-100                                                          | –                                                               | Jure Šinkovec       | Tim Fuchs           | David Siegel          |
| 10.                                                             | 27 września 2015                                                | Râșnov                                                          | HS-100                                                          | –                                                               | Andrzej Stękała     | Jure Šinkovec       | Tim Fuchs             |
| 11.                                                             | 10 grudnia 2015                                                 | Notodden                                                        | HS-100                                                          | –                                                               | Michael Dreher      | Martin Hamann       | Danny Queck           |
| 12.                                                             | 11 grudnia 2015                                                 | Notodden                                                        | HS-100                                                          | –                                                               | Danny Queck         | Miran Zupančič      | Robin Pedersen        |
| 13.                                                             | 16 stycznia 2016                                                | Zakopane                                                        | HS-134                                                          | –                                                               | Stefan Huber        | Thomas Diethart     | Ulrich Wohlgenannt    |
| 14.                                                             | 17 stycznia 2016                                                | Zakopane                                                        | HS-134                                                          | –                                                               | Daniel Huber        | Ulrich Wohlgenannt  | Jure Šinkovec         |
| 15.                                                             | 23 stycznia 2016                                                | Pjongczang                                                      | HS-109                                                          | –                                                               | Choi Heung-chul     | Choi Seou           | Rok Justin            |
| 16.                                                             | 24 stycznia 2016                                                | Pjongczang                                                      | HS-109                                                          | –                                                               | Rok Justin          | Yūya Yamada         | Takehiro Nagai        |
| 17.                                                             | 6 lutego 2016                                                   | Whistler                                                        | HS-106                                                          | [ a ]                                                           | Jakub Kot           | AJ Brown            | Joshua Maurer         |
| 18.                                                             | 7 lutego 2016                                                   | Whistler                                                        | HS-106                                                          | [ a ]                                                           | Jakub Kot           | AJ Brown            | Stian André Skinnes   |
| 19.                                                             | 12 lutego 2016                                                  | Eau Claire                                                      | HS-95                                                           | –                                                               | Daniel Huber        | Stefan Huber        | Christian Friberg     |
| 20.                                                             | 13 lutego 2016                                                  | Eau Claire                                                      | HS-95                                                           | –                                                               | Stefan Huber        | Christian Friberg   | Daniel Huber          |
| 21.                                                             | 5 marca 2016                                                    | Planica                                                         | HS-102                                                          | [ b ]                                                           | Miha Kveder         | Mitja Mežnar        | Sabirżan Muminow      |
| 22.                                                             | 6 marca 2016                                                    | Planica                                                         | HS-102                                                          | [ b ]                                                           | Danny Queck         | Anže Lavtižar       | Cene Prevc Žiga Jelar |
| 23.                                                             | 11 marca 2016                                                   | Harrachov                                                       | HS-100                                                          | [ c ]                                                           | Simon Greiderer     | Mika Schwann        | Danny Queck           |
| 24.                                                             | 12 marca 2016                                                   | Harrachov                                                       | HS-100                                                          | [ c ]                                                           | Danny Queck         | Lucas Schaffer      | Žiga Jelar            |
| FIS Cup w skokach narciarskich 2015/2016 – klasyfikacja końcowa | FIS Cup w skokach narciarskich 2015/2016 – klasyfikacja końcowa | FIS Cup w skokach narciarskich 2015/2016 – klasyfikacja końcowa | FIS Cup w skokach narciarskich 2015/2016 – klasyfikacja końcowa | FIS Cup w skokach narciarskich 2015/2016 – klasyfikacja końcowa | Danny Queck         | Michael Dreher      | Simon Greiderer       |

## Statystyki indywidualne
| Florian Altenburger | 21  | 18  | 2   | 1  | 13  | 7   | –  | –   | –   | –   | –   | –   | –  | –   | –   | –   | –  | –   | –  | –   | –  | –   | –   | –   |
| Thomas Diethart | –   | –   | –   | –  | –   | –   | –  | –   | –   | –   | –   | –   | 2  | 10  | –   | –   | –  | –   | –  | –   | –  | –   | –   | –   |
| Josef Dirnbauer | 61  | 66  | –   | –  | –   | –   | –  | –   | –   | –   | –   | –   | –  | –   | –   | –   | –  | –   | –  | –   | –  | –   | –   | –   |
| Michael Falkensteiner | 53  | 39  | –   | –  | –   | –   | 52 | 52  | –   | –   | –   | –   | –  | –   | –   | –   | –  | –   | –  | –   | –  | –   | –   | –   |
| Felix Greber | 45  | 36  | –   | –  | –   | –   | –  | –   | –   | –   | –   | –   | –  | –   | –   | –   | –  | –   | –  | –   | –  | –   | –   | –   |
| Simon Greiderer | –   | –   | –   | –  | –   | –   | 1  | 11  | 5   | 6   | 27  | 8   | –  | –   | –   | –   | –  | –   | –  | –   | 40 | 16  | 1   | 5   |
| Florian Gugg | dsq | 41  | –   | –  | –   | –   | –  | –   | –   | –   | –   | –   | –  | –   | –   | –   | –  | –   | –  | –   | –  | –   | –   | –   |
| Alexander Hayböck | 44  | 14  | –   | –  | 14  | 20  | 23 | 36  | –   | –   | –   | –   | 33 | 19  | –   | –   | –  | –   | –  | –   | 7  | 12  | 46  | 33  |
| Thomas Hofer | 9   | 34  | –   | –  | –   | –   | 5  | 8   | 7   | 8   | 11  | 4   | –  | –   | –   | –   | –  | –   | –  | –   | –  | –   | –   | –   |
| Daniel Huber | –   | –   | –   | –  | –   | –   | –  | –   | –   | –   | 8   | 28  | 7  | 1   | –   | –   | –  | –   | 1  | 3   | –  | –   | –   | –   |
| Stefan Huber | –   | –   | –   | –  | –   | –   | –  | –   | –   | –   | –   | –   | 1  | 7   | –   | –   | –  | –   | 2  | 1   | 17 | 19  | –   | –   |
| Patrick Kogler | 31  | 23  | –   | –  | –   | –   | –  | –   | –   | –   | –   | –   | –  | –   | –   | –   | –  | –   | –  | –   | –  | –   | –   | –   |
| Jan-oswald Krassnegger | –   | –   | –   | –  | –   | –   | 53 | 16  | –   | –   | –   | –   | –  | –   | –   | –   | –  | –   | –  | –   | –  | –   | –   | –   |
| Thomas Lackner | 26  | 31  | –   | –  | 6   | 6   | 21 | 30  | –   | –   | –   | –   | 19 | 25  | –   | –   | –  | –   | –  | –   | 25 | 55  | 35  | 7   |
| Clemens Leitner | 13  | 13  | –   | –  | –   | –   | –  | –   | –   | –   | –   | –   | –  | –   | –   | –   | –  | –   | –  | –   | –  | –   | –   | –   |
| Maximilian Lienher | dsq | 41  | –   | –  | –   | –   | –  | –   | –   | –   | –   | –   | –  | –   | –   | –   | –  | –   | –  | –   | –  | –   | –   | –   |
| Mario Mendel | 38  | 27  | –   | –  | –   | –   | –  | –   | –   | –   | –   | –   | –  | –   | –   | –   | –  | –   | –  | –   | –  | –   | –   | –   |
| Lukas Müller | 11  | 2   | 5   | 36 | –   | –   | –  | –   | –   | –   | –   | –   | –  | –   | –   | –   | –  | –   | –  | –   | –  | –   | –   | –   |
| Janni Reisenauer | 20  | 12  | –   | –  | –   | –   | –  | –   | –   | –   | 42  | 27  | –  | –   | –   | –   | –  | –   | –  | –   | –  | –   | –   | –   |
| Markus Rupitsch | 32  | 25  | –   | –  | –   | –   | –  | –   | –   | –   | –   | –   | –  | –   | –   | –   | –  | –   | –  | –   | –  | –   | –   | –   |
| Lucas Schaffer | 42  | 57  | –   | –  | –   | –   | –  | –   | –   | –   | –   | –   | 12 | 45  | –   | –   | –  | –   | –  | –   | –  | –   | 29  | 2   |
| Maximilian Schmalnauer | dsq | 64  | –   | –  | –   | –   | 38 | 32  | –   | –   | –   | –   | –  | –   | –   | –   | –  | –   | –  | –   | –  | –   | –   | –   |
| Mika Schwann | 42  | 57  | –   | –  | –   | –   | –  | –   | –   | –   | –   | –   | –  | –   | –   | –   | –  | –   | –  | –   | –  | –   | 2   | 12  |
| Naim Stanfel | dsq | 76  | –   | –  | –   | –   | –  | –   | –   | –   | –   | –   | –  | –   | –   | –   | –  | –   | –  | –   | –  | –   | –   | –   |
| Maximilian Steiner | –   | –   | –   | –  | 62  | 37  | 28 | 18  | –   | –   | 9   | 12  | –  | –   | –   | –   | –  | –   | –  | –   | –  | –   | 18  | 4   |
| Julian Wienerroither | 62  | 67  | –   | –  | –   | –   | –  | –   | –   | –   | –   | –   | –  | –   | –   | –   | –  | –   | –  | –   | –  | –   | 45  | 17  |
| Ulrich Wohlgenannt | –   | –   | –   | –  | –   | –   | –  | –   | –   | –   | –   | –   | 3  | 2   | –   | –   | –  | –   | –  | –   | –  | –   | –   | –   |
| Bułgaria |     |     |     |    |     |     |    |     |     |     |     |     |    |     |     |     |    |     |    |     |    |     |     |     |
| Wiktor Christow | –   | –   | –   | –  | 67  | dsq | –  | –   | 53  | 57  | –   | –   | –  | –   | –   | –   | –  | –   | –  | –   | 62 | 61  | 84  | 81  |
| Krasimir Simitczijski | –   | –   | –   | –  | 77  | 79  | –  | –   | 58  | 59  | –   | –   | –  | –   | –   | –   | –  | –   | –  | –   | 56 | 49  | 61  | 67  |
| Czechy |     |     |     |    |     |     |    |     |     |     |     |     |    |     |     |     |    |     |    |     |    |     |     |     |
| David Bartoš | –   | –   | –   | –  | –   | –   | –  | –   | –   | –   | –   | –   | –  | –   | –   | –   | –  | –   | –  | –   | –  | –   | 61  | dns |
| Filip Černý | –   | –   | –   | –  | 60  | dsq | –  | –   | –   | –   | –   | –   | 70 | 62  | –   | –   | –  | –   | –  | –   | –  | –   | 60  | 54  |
| Jakub Dohnal | –   | –   | –   | –  | 37  | 54  | –  | –   | –   | –   | –   | –   | 69 | 70  | –   | –   | –  | –   | –  | –   | –  | –   | 58  | 46  |
| Dušan Doležel | –   | –   | –   | –  | 50  | 46  | –  | –   | –   | –   | –   | –   | 28 | 48  | –   | –   | –  | –   | –  | –   | –  | –   | 28  | 34  |
| Stanislav Dostál | –   | –   | –   | –  | –   | –   | –  | –   | –   | –   | –   | –   | –  | –   | –   | –   | –  | –   | –  | –   | –  | –   | 80  | 80  |
| Vít Háček | –   | –   | –   | –  | –   | –   | –  | –   | –   | –   | –   | –   | –  | –   | –   | –   | –  | –   | –  | –   | –  | –   | 70  | dns |
| František Holík | –   | –   | –   | –  | –   | –   | –  | –   | –   | –   | 17  | 23  | 67 | 43  | –   | –   | –  | –   | –  | –   | 50 | 30  | 14  | 15  |
| Benedikt Holub | –   | –   | –   | –  | –   | –   | –  | –   | –   | –   | –   | –   | –  | –   | –   | –   | –  | –   | –  | –   | –  | –   | 81  | 77  |
| Patrik Julínek | –   | –   | –   | –  | –   | –   | –  | –   | –   | –   | –   | –   | –  | –   | –   | –   | –  | –   | –  | –   | –  | –   | 86  | 84  |
| Miloš Kadlec | –   | –   | –   | –  | –   | –   | –  | –   | –   | –   | –   | –   | 41 | 46  | –   | –   | –  | –   | –  | –   | –  | –   | –   | –   |
| Čestmír Kožíšek | –   | –   | –   | 6  | –   | –   | –  | –   | –   | –   | –   | –   | –  | –   | –   | –   | –  | –   | –  | –   | –  | –   | –   | –   |
| Damián Lasota | –   | –   | –   | –  | 40  | 55  | –  | –   | –   | –   | –   | –   | 36 | 67  | –   | –   | –  | –   | –  | –   | –  | –   | 64  | 51  |
| František Lejsek | –   | –   | –   | –  | –   | –   | –  | –   | –   | –   | –   | –   | –  | –   | –   | –   | –  | –   | –  | –   | –  | –   | 83  | 79  |
| Jan Michálek | –   | –   | –   | –  | –   | –   | –  | –   | –   | –   | 48  | 36  | 42 | 55  | –   | –   | –  | –   | –  | –   | –  | –   | 4   | 26  |
| Viktor Polášek | –   | –   | –   | –  | –   | –   | –  | –   | –   | –   | 18  | 62  | –  | –   | –   | –   | –  | –   | –  | –   | –  | –   | –   | –   |
| Radek Rýdl | –   | –   | –   | –  | –   | –   | –  | –   | –   | –   | –   | –   | –  | –   | –   | –   | –  | –   | –  | –   | –  | –   | 74  | 83  |
| Filip Sakala | –   | –   | –   | –  | –   | –   | –  | –   | –   | –   | 23  | 17  | 61 | 56  | –   | –   | –  | –   | –  | –   | 58 | 29  | 11  | 37  |
| Radek Selcer | –   | –   | –   | –  | –   | –   | –  | –   | –   | –   | –   | –   | –  | –   | –   | –   | –  | –   | –  | –   | –  | –   | 71  | 70  |
| František Slavík | –   | –   | –   | –  | –   | –   | –  | –   | –   | –   | –   | –   | –  | –   | –   | –   | –  | –   | –  | –   | –  | –   | 71  | 74  |
| Mikuláš Sluka | –   | –   | –   | –  | –   | –   | –  | –   | –   | –   | –   | –   | –  | –   | –   | –   | –  | –   | –  | –   | –  | –   | 85  | 85  |
| Robert Szymeczek | –   | –   | –   | –  | 46  | 55  | –  | –   | –   | –   | –   | –   | –  | –   | –   | –   | –  | –   | –  | –   | –  | –   | –   | –   |
| Petr Šablatura | –   | –   | –   | –  | –   | –   | –  | –   | –   | –   | –   | –   | –  | –   | –   | –   | –  | –   | –  | –   | –  | –   | 77  | 69  |
| Jakub Šikola | –   | –   | –   | –  | –   | –   | –  | –   | –   | –   | –   | –   | –  | –   | –   | –   | –  | –   | –  | –   | –  | –   | 82  | 78  |
| Vojtěch Štursa | dsq | 19  | –   | –  | –   | –   | –  | –   | –   | –   | –   | –   | –  | –   | –   | –   | –  | –   | –  | –   | –  | –   | –   | –   |
| Tomáš Vančura | 4   | dsq | –   | –  | –   | –   | –  | –   | –   | –   | –   | –   | –  | –   | –   | –   | –  | –   | –  | –   | –  | –   | –   | –   |
| Marcel Vyvial | –   | –   | –   | –  | 63  | 66  | –  | –   | –   | –   | –   | –   | 79 | 74  | –   | –   | –  | –   | –  | –   | –  | –   | 78  | 72  |
| Estonia |     |     |     |    |     |     |    |     |     |     |     |     |    |     |     |     |    |     |    |     |    |     |     |     |
| Artti Aigro | –   | –   | 59  | 54 | –   | –   | –  | –   | –   | –   | –   | –   | 52 | 68  | –   | –   | –  | –   | –  | –   | –  | –   | 32  | 31  |
| Rauno Loit | –   | –   | 56  | 63 | –   | –   | –  | –   | –   | –   | –   | –   | –  | –   | –   | –   | –  | –   | –  | –   | –  | –   | –   | –   |
| Martti Nõmme | –   | –   | 11  | 19 | –   | –   | –  | –   | –   | –   | –   | –   | –  | –   | –   | –   | –  | –   | –  | –   | –  | –   | –   | –   |
| Kevin Maltsev | –   | –   | –   | –  | –   | –   | –  | –   | –   | –   | dsq | 50  | 58 | 59  | –   | –   | –  | –   | –  | –   | –  | –   | 53  | 29  |
| Taavi Pappel | –   | –   | –   | –  | –   | –   | –  | –   | –   | –   | –   | –   | 77 | 82  | –   | –   | –  | –   | –  | –   | –  | –   | –   | –   |
| Kenno Ruukel | –   | –   | –   | –  | –   | –   | –  | –   | –   | –   | –   | –   | 75 | 71  | –   | –   | –  | –   | –  | –   | –  | –   | 64  | 63  |
| Finlandia |     |     |     |    |     |     |    |     |     |     |     |     |    |     |     |     |    |     |    |     |    |     |     |     |
| Antti Aalto | –   | –   | 21  | 22 | –   | –   | –  | –   | –   | –   | –   | –   | –  | –   | –   | –   | –  | –   | –  | –   | –  | –   | –   | –   |
| Andreas Alamommo | 62  | 49  | 17  | 38 | –   | –   | –  | –   | 4   | 5   | –   | –   | –  | –   | –   | –   | –  | –   | –  | –   | –  | –   | –   | –   |
| Lauri-Matias Ala-Talkkari | –   | –   | 46  | 42 | –   | –   | –  | –   | –   | –   | –   | –   | –  | –   | –   | –   | –  | –   | –  | –   | –  | –   | –   | –   |
| Juuso Heikkinen | –   | –   | 58  | 60 | –   | –   | –  | –   | –   | –   | –   | –   | –  | –   | –   | –   | –  | –   | –  | –   | –  | –   | –   | –   |
| Anselmi Ilola | –   | –   | 36  | 34 | –   | –   | –  | –   | –   | –   | 20  | 19  | –  | –   | –   | –   | –  | –   | –  | –   | –  | –   | –   | –   |
| Marko Ipunen | –   | –   | 61  | –  | –   | –   | –  | –   | –   | –   | –   | –   | –  | –   | –   | –   | –  | –   | –  | –   | –  | –   | –   | –   |
| Sebastian Klinga | –   | –   | –   | –  | –   | –   | –  | –   | –   | –   | 34  | 39  | –  | –   | –   | –   | –  | –   | –  | –   | –  | –   | –   | –   |
| Janne Korhonen | –   | –   | 22  | 17 | –   | –   | –  | –   | 29  | 38  | 12  | 22  | –  | –   | –   | –   | –  | –   | –  | –   | –  | –   | –   | –   |
| Ville Korhonen | –   | –   | 38  | 40 | –   | –   | –  | –   | –   | –   | –   | –   | –  | –   | –   | –   | –  | –   | –  | –   | –  | –   | –   | –   |
| Niko Kytösaho | –   | –   | –   | –  | –   | –   | 37 | 26  | –   | –   | 16  | 13  | –  | –   | –   | –   | –  | –   | –  | –   | –  | –   | –   | –   |
| Aapo Lehtinen | –   | –   | 40  | 55 | –   | –   | –  | –   | –   | –   | 21  | 25  | –  | –   | –   | –   | –  | –   | –  | –   | –  | –   | –   | –   |
| Wili Loukasmäki | –   | –   | 49  | 56 | –   | –   | –  | –   | –   | –   | –   | –   | –  | –   | –   | –   | –  | –   | –  | –   | –  | –   | –   | –   |
| Niko Löytäinen | –   | –   | 41  | 52 | –   | –   | –  | –   | –   | –   | 46  | 36  | –  | –   | –   | –   | –  | –   | 10 | 9   | –  | –   | –   | –   |
| Joni Markkanen | –   | –   | –   | 61 | –   | –   | –  | –   | –   | –   | –   | –   | –  | –   | –   | –   | –  | –   | 23 | 18  | –  | –   | –   | –   |
| Eetu Meriläinen | 48  | dsq | 23  | 22 | –   | –   | –  | –   | 38  | 35  | –   | –   | –  | –   | –   | –   | –  | –   | –  | –   | –  | –   | –   | –   |
| Lasse Moilanen | –   | –   | 43  | 64 | –   | –   | –  | –   | –   | –   | –   | –   | –  | –   | –   | –   | –  | –   | –  | –   | –  | –   | –   | –   |
| Sami Niemi | –   | –   | 30  | 14 | –   | –   | –  | –   | –   | –   | –   | –   | –  | –   | –   | –   | –  | –   | –  | –   | –  | –   | –   | –   |
| Eetu Nousiainen | –   | –   | –   | 32 | –   | –   | –  | –   | 30  | 23  | –   | –   | –  | –   | –   | –   | –  | –   | –  | –   | –  | –   | –   | –   |
| Juho Ojala | –   | –   | 28  | 29 | –   | –   | –  | –   | –   | –   | –   | –   | –  | –   | –   | –   | –  | –   | –  | –   | –  | –   | –   | –   |
| Pyry Ruikka | –   | –   | 42  | 44 | –   | –   | –  | –   | –   | –   | 36  | dns | –  | –   | –   | –   | –  | –   | 14 | 19  | –  | –   | –   | –   |
| Frans Tähkävuori | –   | –   | 37  | 28 | –   | –   | –  | –   | –   | –   | –   | –   | –  | –   | –   | –   | –  | –   | –  | –   | –  | –   | –   | –   |
| Riku Tähkävuori | –   | –   | 60  | –  | –   | –   | –  | –   | –   | –   | 28  | 38  | –  | –   | –   | –   | –  | –   | –  | –   | –  | –   | –   | –   |
| Elias Vänskä | 48  | 50  | 33  | 25 | –   | –   | –  | –   | 10  | 28  | 29  | 29  | –  | –   | –   | –   | –  | –   | –  | –   | –  | –   | –   | –   |
| Juho Virrantalo | –   | –   | 57  | 59 | –   | –   | –  | –   | –   | –   | 46  | 43  | –  | –   | –   | –   | –  | –   | –  | –   | –  | –   | –   | –   |
| Francja |     |     |     |    |     |     |    |     |     |     |     |     |    |     |     |     |    |     |    |     |    |     |     |     |
| Mathis Contamine | –   | –   | –   | –  | –   | –   | 25 | 32  | –   | –   | –   | –   | –  | –   | –   | –   | –  | –   | –  | –   | –  | –   | –   | –   |
| Thomas Roch Dupland | –   | –   | –   | –  | –   | –   | 29 | 43  | –   | –   | –   | –   | –  | –   | –   | –   | –  | –   | –  | –   | –  | –   | 67  | 51  |
| Martin Espiau | –   | –   | –   | –  | –   | –   | 55 | 57  | –   | –   | –   | –   | –  | –   | –   | –   | –  | –   | –  | –   | –  | –   | –   | –   |
| Jonathan Learoyd | –   | –   | –   | –  | –   | –   | 22 | 25  | –   | –   | –   | –   | –  | –   | –   | –   | –  | –   | –  | –   | –  | –   | –   | –   |
| Guillaume Rabaut | –   | –   | –   | –  | –   | –   | 60 | 59  | –   | –   | –   | –   | –  | –   | –   | –   | –  | –   | –  | –   | –  | –   | 78  | 76  |
| Noëlig Revilliod Blanchard | –   | –   | –   | –  | –   | –   | –  | –   | –   | –   | –   | –   | –  | –   | –   | –   | –  | –   | –  | –   | –  | –   | 48  | 24  |
| Luc Claret Tournier | –   | –   | –   | –  | –   | –   | 51 | 46  | –   | –   | –   | –   | –  | –   | –   | –   | –  | –   | –  | –   | –  | –   | –   | –   |
| Holandia |     |     |     |    |     |     |    |     |     |     |     |     |    |     |     |     |    |     |    |     |    |     |     |     |
| Lars Antonissen | –   | –   | 18  | 41 | –   | –   | –  | –   | 18  | 22  | –   | –   | –  | –   | 15  | 17  | –  | –   | –  | –   | –  | –   | 38  | 27  |
| Japonia |     |     |     |    |     |     |    |     |     |     |     |     |    |     |     |     |    |     |    |     |    |     |     |     |
| Masamitsu Itō | 18  | 24  | –   | –  | –   | –   | –  | –   | –   | –   | –   | –   | –  | –   | –   | –   | –  | –   | –  | –   | –  | –   | –   | –   |
| Ryōyū Kobayashi | 41  | 62  | –   | –  | –   | –   | –  | –   | –   | –   | –   | –   | –  | –   | –   | –   | –  | –   | –  | –   | –  | –   | –   | –   |
| Makkusu Koga | 57  | 54  | –   | –  | –   | –   | –  | –   | –   | –   | –   | –   | –  | –   | –   | –   | –  | –   | –  | –   | –  | –   | –   | –   |
| Shinya Komaba | 45  | 63  | –   | –  | –   | –   | –  | –   | –   | –   | –   | –   | –  | –   | –   | –   | –  | –   | –  | –   | –  | –   | –   | –   |
| Riki Kurita | 65  | 75  | –   | –  | –   | –   | –  | –   | –   | –   | –   | –   | –  | –   | 11  | 5   | –  | –   | –  | –   | –  | –   | –   | –   |
| Tomoru Mabuchi | –   | –   | –   | –  | –   | –   | –  | –   | –   | –   | –   | –   | –  | –   | 12  | 7   | –  | –   | –  | –   | –  | –   | –   | –   |
| Takehiro Nagai | –   | –   | –   | –  | –   | –   | –  | –   | –   | –   | –   | –   | –  | –   | 6   | 3   | –  | –   | –  | –   | –  | –   | –   | –   |
| Yukiya Satō | 10  | 15  | –   | –  | –   | –   | –  | –   | –   | –   | –   | –   | –  | –   | –   | –   | –  | –   | –  | –   | –  | –   | –   | –   |
| Kenta Takehana | 67  | 65  | –   | –  | –   | –   | –  | –   | –   | –   | –   | –   | –  | –   | –   | –   | –  | –   | –  | –   | –  | –   | –   | –   |
| Tomokatsu Wada | –   | –   | –   | –  | –   | –   | –  | –   | –   | –   | –   | –   | –  | –   | 17  | 12  | –  | –   | –  | –   | –  | –   | –   | –   |
| Tomoya Watanabe | 32  | 61  | –   | –  | –   | –   | –  | –   | –   | –   | –   | –   | –  | –   | –   | –   | –  | –   | –  | –   | –  | –   | –   | –   |
| Yūya Yamada | –   | –   | –   | –  | –   | –   | –  | –   | –   | –   | –   | –   | –  | –   | dsq | 2   | –  | –   | –  | –   | –  | –   | –   | –   |
| Kanada |     |     |     |    |     |     |    |     |     |     |     |     |    |     |     |     |    |     |    |     |    |     |     |     |
| Nigel Lauchlan | –   | –   | –   | –  | –   | –   | –  | –   | –   | –   | –   | –   | 64 | 69  | –   | –   | 10 | 10  | –  | –   | –  | –   | –   | –   |
| Nathaniel Mah | –   | –   | –   | –  | –   | –   | –  | –   | –   | –   | –   | –   | –  | –   | –   | –   | –  | 8   | –  | –   | –  | –   | –   | –   |
| Joshua Maurer | –   | –   | 31  | 51 | –   | –   | –  | –   | –   | –   | –   | –   | –  | –   | –   | –   | 3  | 6   | –  | –   | –  | –   | –   | –   |
| Matthew Polz | –   | –   | –   | –  | –   | –   | –  | –   | –   | –   | –   | –   | –  | –   | –   | –   | 17 | 15  | –  | –   | –  | –   | –   | –   |
| Rogan Reid | –   | –   | –   | –  | –   | –   | –  | –   | –   | –   | –   | –   | –  | –   | –   | –   | 5  | 7   | 18 | 24  | –  | –   | –   | –   |
| Cory Rogans | –   | –   | –   | –  | –   | –   | –  | –   | –   | –   | –   | –   | –  | –   | –   | –   | 15 | 16  | –  | –   | –  | –   | –   | –   |
| Matthew Soukup | –   | –   | 47  | 50 | –   | –   | –  | –   | –   | –   | –   | –   | –  | –   | –   | –   | 9  | dns | –  | –   | –  | –   | –   | –   |
| Max Stretch | –   | –   | –   | –  | –   | –   | –  | –   | –   | –   | –   | –   | –  | –   | –   | –   | 16 | 17  | –  | –   | –  | –   | –   | –   |
| Kazachstan |     |     |     |    |     |     |    |     |     |     |     |     |    |     |     |     |    |     |    |     |    |     |     |     |
| Nikita Diewiatkin | –   | –   | –   | –  | –   | –   | –  | –   | 66  | 65  | 73  | 78  | 82 | 78  | –   | –   | –  | –   | –  | –   | –  | –   | –   | –   |
| Ilja Kratow | –   | –   | –   | –  | 72  | dsq | –  | –   | –   | –   | –   | –   | –  | –   | –   | –   | –  | –   | –  | –   | –  | –   | –   | –   |
| Sabirżan Muminow | –   | –   | –   | –  | –   | –   | –  | –   | –   | –   | –   | –   | 53 | 57  | –   | –   | –  | –   | –  | –   | 3  | 5   | –   | –   |
| Roman Nogin | dsq | dsq | –   | –  | 64  | 65  | –  | –   | 43  | 46  | 63  | 74  | 81 | 76  | –   | –   | –  | –   | –  | –   | –  | –   | –   | –   |
| Konstantin Sokolenko | –   | –   | –   | –  | –   | –   | –  | –   | –   | –   | –   | –   | 44 | 64  | –   | –   | –  | –   | –  | –   | 28 | 48  | –   | –   |
| Siergiej Tkaczenko | dsq | dsq | –   | –  | 17  | 45  | –  | –   | 41  | 41  | 50  | dns | 60 | 50  | –   | –   | –  | –   | –  | –   | –  | –   | –   | –   |
| Marat Żaparow | –   | –   | –   | –  | –   | –   | –  | –   | –   | –   | 32  | dns | –  | –   | –   | –   | –  | –   | –  | –   | –  | –   | –   | –   |
| Siergiej Zyrianow | –   | –   | –   | –  | 72  | 71  | –  | –   | –   | –   | –   | –   | –  | –   | –   | –   | –  | –   | –  | –   | –  | –   | –   | –   |
| Korea Południowa |     |     |     |    |     |     |    |     |     |     |     |     |    |     |     |     |    |     |    |     |    |     |     |     |
| Cho Sung-woo | –   | –   | –   | –  | –   | –   | –  | –   | 45  | 33  | 69  | dsq | –  | –   | 19  | 18  | –  | –   | –  | –   | –  | –   | –   | –   |
| Choi Heung-chul | –   | –   | –   | –  | –   | –   | –  | –   | –   | –   | –   | –   | –  | –   | 1   | 8   | –  | –   | –  | –   | –  | –   | –   | –   |
| Choi Seou | –   | –   | –   | –  | –   | –   | –  | –   | –   | –   | –   | –   | –  | –   | 2   | 6   | –  | –   | –  | –   | –  | –   | –   | –   |
| Hwang Seok-jae | –   | –   | –   | –  | –   | –   | –  | –   | –   | –   | dns | dns | –  | –   | 25  | dns | –  | –   | –  | –   | –  | –   | –   | –   |
| Kang Chil-ku | –   | –   | –   | –  | –   | –   | –  | –   | –   | –   | –   | –   | –  | –   | 9   | 15  | –  | –   | –  | –   | –  | –   | 10  | 42  |
| Kim Hyun-ki | –   | –   | –   | –  | –   | –   | –  | –   | –   | –   | –   | –   | –  | –   | 4   | 14  | –  | –   | –  | –   | –  | –   | 6   | 9   |
| Lee Ju-chan | –   | –   | –   | –  | –   | –   | –  | –   | 52  | 48  | dns | dns | –  | –   | dsq | 24  | –  | –   | –  | –   | –  | –   | –   | –   |
| Si Jeong-heon | –   | –   | –   | –  | –   | –   | –  | –   | 51  | 66  | 79  | 71  | –  | –   | dsq | 19  | –  | –   | –  | –   | –  | –   | –   | –   |
| Yim Soo-hyeon | –   | –   | –   | –  | –   | –   | –  | –   | 54  | 51  | 55  | 75  | –  | –   | 24  | 25  | –  | –   | –  | –   | –  | –   | 75  | 71  |
| Niemcy |     |     |     |    |     |     |    |     |     |     |     |     |    |     |     |     |    |     |    |     |    |     |     |     |
| Sebastian Bradatsch | –   | –   | –   | –  | –   | –   | 7  | 9   | 13  | 15  | 31  | 5   | 9  | 8   | 13  | 13  | –  | –   | –  | –   | –  | –   | –   | –   |
| Michael Dreher | 16  | 8   | –   | –  | 1   | 1   | –  | –   | –   | –   | 1   | 8   | 11 | 17  | –   | –   | –  | –   | –  | –   | 9  | 21  | 27  | 37  |
| Moritz Echsler | 42  | 48  | –   | –  | –   | –   | –  | –   | –   | –   | –   | –   | 14 | 35  | –   | –   | –  | –   | –  | –   | –  | –   | –   | –   |
| Erik Frischmann | 64  | 57  | –   | –  | –   | –   | –  | –   | –   | –   | –   | –   | –  | –   | –   | –   | –  | –   | –  | –   | –  | –   | –   | –   |
| Tim Fuchs | –   | –   | 20  | 7  | –   | –   | 4  | 4   | 2   | 3   | –   | –   | –  | –   | –   | –   | –  | –   | –  | –   | –  | –   | –   | –   |
| Julian Hahn | –   | –   | –   | –  | –   | –   | –  | –   | –   | –   | –   | –   | 16 | 9   | 6   | 21  | –  | –   | –  | –   | 11 | 26  | 34  | 17  |
| Martin Hamann | –   | –   | 7   | 10 | –   | –   | 15 | 12  | 21  | 9   | 2   | 11  | –  | –   | –   | –   | –  | –   | –  | –   | –  | –   | –   | –   |
| Petrick Hammann | 23  | 44  | –   | –  | –   | –   | –  | –   | –   | –   | –   | –   | 45 | 41  | –   | –   | –  | –   | –  | –   | –  | –   | 17  | 36  |
| Tim Heinrich | 7   | 1   | 9   | 21 | 9   | 10  | –  | –   | –   | –   | –   | –   | 45 | 32  | –   | –   | –  | –   | –  | –   | 35 | 37  | 20  | 47  |
| Felix Hoffmann | –   | –   | 24  | 26 | –   | –   | –  | –   | –   | –   | –   | –   | –  | –   | –   | –   | –  | –   | –  | –   | 8  | 6   | –   | –   |
| Axel Mayländer | 45  | 52  | –   | –  | –   | –   | 35 | 37  | –   | –   | –   | –   | –  | –   | –   | –   | –  | –   | –  | –   | 30 | 36  | –   | –   |
| Dominik Mayländer | –   | –   | –   | –  | –   | –   | –  | –   | –   | –   | 14  | 26  | 36 | 35  | –   | –   | –  | –   | 4  | 4   | –  | –   | 35  | 17  |
| Jan Mayländer | 27  | 38  | –   | –  | –   | –   | 23 | 23  | –   | –   | –   | –   | –  | –   | –   | –   | –  | –   | –  | –   | –  | –   | –   | –   |
| Danny Queck | 1   | 3   | 4   | 5  | 10  | 2   | –  | –   | –   | –   | 3   | 1   | –  | –   | –   | –   | –  | –   | –  | –   | 16 | 1   | 3   | 1   |
| Franz Röder | –   | –   | –   | –  | –   | –   | –  | –   | –   | –   | –   | –   | –  | –   | –   | –   | –  | –   | –  | –   | 61 | 40  | –   | –   |
| Max Schaale | –   | –   | –   | –  | –   | –   | –  | –   | –   | –   | –   | –   | –  | –   | –   | –   | –  | –   | –  | –   | –  | –   | 76  | 64  |
| Constantin Schmid | –   | –   | –   | –  | –   | –   | –  | –   | –   | –   | –   | –   | –  | –   | –   | –   | –  | –   | –  | –   | 4  | 8   | 21  | 48  |
| Johannes Schubert | –   | –   | –   | –  | –   | –   | 46 | 40  | –   | –   | –   | –   | –  | –   | –   | –   | –  | –   | –  | –   | –  | –   | –   | –   |
| Richard Schultheiß | 58  | 40  | –   | –  | –   | –   | –  | –   | –   | –   | –   | –   | –  | –   | –   | –   | –  | –   | –  | –   | –  | –   | –   | –   |
| Fabian Seidl | –   | –   | –   | –  | –   | –   | –  | –   | –   | –   | –   | –   | –  | –   | –   | –   | –  | –   | –  | –   | 45 | 23  | 24  | 15  |
| Adrian Sell | –   | –   | 26  | 20 | –   | –   | 3  | 32  | –   | –   | –   | –   | –  | –   | –   | –   | –  | –   | –  | –   | –  | –   | –   | –   |
| David Siegel | dsq | 5   | –   | –  | –   | –   | 14 | 7   | 3   | 4   | –   | –   | –  | –   | –   | –   | –  | –   | –  | –   | –  | –   | –   | –   |
| Jonathan Siegel | –   | –   | –   | –  | –   | –   | 11 | 10  | –   | –   | –   | –   | –  | –   | –   | –   | –  | –   | –  | –   | –  | –   | –   | –   |
| Lukas Wagner | –   | –   | –   | –  | 15  | dsq | –  | –   | –   | –   | –   | –   | 18 | 23  | –   | –   | –  | –   | –  | –   | 4  | 10  | 22  | 7   |
| Niklas Wangler | –   | –   | –   | –  | –   | –   | 32 | 38  | –   | –   | –   | –   | 24 | 28  | –   | –   | –  | –   | –  | –   | –  | –   | –   | –   |
| Daniel Wenig | –   | –   | –   | –  | –   | –   | –  | –   | –   | –   | 14  | 10  | –  | –   | –   | –   | –  | –   | –  | –   | –  | –   | –   | –   |
| Norwegia |     |     |     |    |     |     |    |     |     |     |     |     |    |     |     |     |    |     |    |     |    |     |     |     |
| Jørgen Berg | –   | –   | –   | –  | –   | –   | –  | –   | –   | –   | 53  | 46  | –  | –   | –   | –   | –  | –   | –  | –   | –  | –   | –   | –   |
| Lars Brodshaug Berger | –   | –   | 29  | 15 | –   | –   | –  | –   | –   | –   | –   | –   | –  | –   | –   | –   | –  | –   | –  | –   | –  | –   | –   | –   |
| Mats Søhagen Berggaard | –   | –   | –   | –  | –   | –   | –  | –   | –   | –   | –   | –   | –  | –   | –   | –   | –  | –   | 16 | 16  | –  | –   | –   | –   |
| Matias Braathen | –   | –   | –   | –  | 31  | 48  | –  | –   | –   | –   | 81  | 35  | –  | –   | –   | –   | –  | –   | –  | –   | –  | –   | –   | –   |
| Andreas Granerud Buskum | –   | –   | –   | –  | –   | –   | –  | –   | –   | –   | –   | –   | –  | –   | –   | –   | –  | –   | 15 | 5   | –  | –   | –   | –   |
| Oliver Dahl | –   | –   | –   | –  | –   | –   | –  | –   | –   | –   | 51  | 62  | –  | –   | –   | –   | –  | –   | –  | –   | –  | –   | –   | –   |
| Oscar Alexander Hafslund | –   | –   | –   | –  | –   | –   | –  | –   | –   | –   | 44  | 31  | –  | –   | –   | –   | –  | –   | –  | –   | –  | –   | –   | –   |
| Anders Håre | –   | –   | –   | –  | –   | –   | –  | –   | –   | –   | 58  | 60  | –  | –   | –   | –   | –  | –   | –  | –   | –  | –   | –   | –   |
| Richard Haukedal | –   | –   | –   | –  | 24  | 28  | –  | –   | –   | –   | –   | –   | –  | –   | –   | –   | –  | –   | –  | –   | –  | –   | –   | –   |
| Espen Jacobsen | –   | –   | –   | –  | –   | –   | –  | –   | –   | –   | 61  | 66  | –  | –   | –   | –   | –  | –   | –  | –   | –  | –   | –   | –   |
| Erik Johannessen | –   | –   | –   | –  | –   | –   | –  | –   | –   | –   | 69  | 53  | –  | –   | –   | –   | –  | –   | –  | –   | –  | –   | –   | –   |
| Sander Kleven | –   | –   | –   | –  | –   | –   | –  | –   | –   | –   | dsq | 70  | –  | –   | –   | –   | –  | –   | –  | –   | –  | –   | –   | –   |
| Christian Korody | –   | –   | –   | –  | 70  | 63  | –  | –   | –   | –   | –   | –   | –  | –   | –   | –   | –  | –   | –  | –   | –  | –   | –   | –   |
| Anders Ladehaug | –   | –   | –   | –  | –   | –   | –  | –   | –   | –   | 73  | 68  | –  | –   | –   | –   | –  | –   | –  | –   | –  | –   | –   | –   |
| Carl Henning Lippestad | –   | –   | –   | –  | –   | –   | –  | –   | –   | –   | 32  | 42  | –  | –   | –   | –   | –  | –   | –  | –   | –  | –   | –   | –   |
| Jostein Loe | –   | –   | –   | –  | –   | –   | –  | –   | –   | –   | 39  | –   | –  | –   | –   | –   | –  | –   | –  | –   | –  | –   | –   | –   |
| Jørgen Madsen | –   | –   | –   | –  | 30  | 35  | –  | –   | –   | –   | –   | –   | –  | –   | –   | –   | –  | –   | –  | –   | –  | –   | –   | –   |
| Thomas Aasen Markeng | 59  | 31  | –   | –  | –   | –   | –  | –   | –   | –   | –   | –   | –  | –   | –   | –   | –  | –   | –  | –   | –  | –   | –   | –   |
| Idar Marø | –   | –   | –   | –  | 52  | 48  | –  | –   | –   | –   | –   | 49  | –  | –   | –   | –   | –  | –   | –  | –   | –  | –   | –   | –   |
| Sverre Aas Myhr | –   | –   | –   | –  | –   | –   | –  | –   | –   | –   | 48  | 52  | –  | –   | –   | –   | –  | –   | –  | –   | –  | –   | –   | –   |
| Mats Bjerke Myhren | –   | –   | –   | –  | –   | –   | –  | –   | –   | –   | 57  | 32  | –  | –   | –   | –   | –  | –   | –  | –   | –  | –   | –   | –   |
| Jesper Ødegaard | –   | –   | –   | –  | –   | –   | –  | –   | –   | –   | 24  | 33  | –  | –   | –   | –   | –  | –   | –  | –   | –  | –   | –   | –   |
| Robin Pedersen | –   | –   | –   | –  | –   | –   | –  | –   | –   | –   | 4   | 3   | –  | –   | –   | –   | –  | –   | –  | –   | –  | –   | –   | –   |
| Jakob Tjåland Randen | –   | –   | –   | –  | –   | –   | –  | –   | –   | –   | –   | 57  | –  | –   | –   | –   | –  | –   | –  | –   | –  | –   | –   | –   |
| Sondre Ringen | –   | –   | –   | –  | 33  | 40  | –  | –   | –   | –   | –   | –   | –  | –   | –   | –   | –  | –   | –  | –   | –  | –   | –   | –   |
| Mats K. Sagbakken | –   | –   | –   | –  | –   | –   | –  | –   | –   | –   | 59  | 55  | –  | –   | –   | –   | –  | –   | –  | –   | –  | –   | –   | –   |
| Stian André Skinnes | –   | –   | –   | –  | –   | –   | –  | –   | –   | –   | –   | –   | –  | –   | –   | –   | 4  | 3   | 6  | 17  | –  | –   | –   | –   |
| Jonas Gropen Søgård | –   | –   | 16  | 24 | –   | –   | –  | –   | –   | –   | –   | –   | –  | –   | –   | –   | –  | –   | –  | –   | –  | –   | –   | –   |
| Kristian Stensgard | –   | –   | –   | –  | –   | –   | –  | –   | –   | –   | –   | –   | –  | –   | –   | –   | –  | –   | 27 | 20  | –  | –   | –   | –   |
| Knut Jokerud Strand | –   | –   | –   | –  | –   | –   | –  | –   | –   | –   | –   | –   | –  | –   | –   | –   | 6  | 5   | 13 | 11  | –  | –   | –   | –   |
| Are Sumstad | –   | –   | 52  | 31 | –   | –   | –  | –   | –   | –   | 34  | 14  | –  | –   | –   | –   | –  | –   | –  | –   | –  | –   | –   | –   |
| Rishi Vellupillai | –   | –   | –   | –  | –   | –   | –  | –   | –   | –   | 75  | 41  | –  | –   | –   | –   | –  | –   | –  | –   | –  | –   | –   | –   |
| Fredrik Villumstad | –   | –   | –   | –  | –   | –   | –  | –   | –   | –   | 25  | 29  | –  | –   | –   | –   | –  | –   | –  | –   | –  | –   | –   | –   |
| Oscar P. Westerheim | –   | –   | –   | –  | 25  | 38  | –  | –   | –   | –   | 63  | –   | –  | –   | –   | –   | –  | –   | –  | –   | –  | –   | –   | –   |
| Polska |     |     |     |    |     |     |    |     |     |     |     |     |    |     |     |     |    |     |    |     |    |     |     |     |
| Stanisław Biela | 37  | 16  | 27  | 46 | –   | 14  | –  | –   | 20  | 11  | –   | –   | –  | –   | –   | –   | –  | –   | –  | –   | –  | –   | –   | –   |
| Łukasz Bukowski | –   | –   | –   | –  | 46  | 67  | –  | –   | –   | –   | –   | –   | –  | –   | –   | –   | –  | –   | –  | –   | –  | –   | –   | –   |
| Tomasz Byrt | –   | –   | –   | –  | 22  | 9   | –  | –   | –   | –   | –   | –   | 38 | 41  | –   | –   | –  | –   | –  | –   | –  | –   | –   | –   |
| Bartosz Czyż | –   | –   | –   | –  | 60  | –   | –  | –   | –   | –   | –   | –   | 78 | 72  | –   | –   | –  | –   | –  | –   | –  | –   | –   | –   |
| Andrzej Gąsienica | –   | –   | –   | –  | 22  | 29  | –  | –   | –   | –   | –   | –   | 59 | 30  | –   | –   | –  | –   | –  | –   | –  | –   | –   | –   |
| Paweł Gut | –   | –   | –   | –  | 41  | 42  | –  | –   | –   | –   | –   | –   | 72 | 60  | –   | –   | –  | –   | –  | –   | –  | –   | –   | –   |
| Konrad Janota | –   | –   | –   | –  | 12  | 21  | –  | –   | –   | –   | –   | –   | 65 | 57  | –   | –   | –  | –   | –  | –   | –  | –   | –   | –   |
| Dawid Jarząbek | 15  | 10  | 14  | 27 | 17  | 24  | 9  | 27  | 12  | 25  | 42  | 44  | 56 | 47  | –   | –   | –  | –   | –  | –   | –  | –   | 43  | 56  |
| Jakub Jurosz | –   | –   | –   | –  | 45  | 60  | –  | –   | –   | –   | –   | –   | 80 | 77  | –   | –   | –  | –   | –  | –   | –  | –   | –   | –   |
| Przemysław Kantyka | 6   | 4   | 6   | 4  | –   | –   | –  | –   | 24  | 16  | 13  | 16  | –  | –   | –   | –   | –  | –   | –  | –   | –  | –   | 31  | 14  |
| Dominik Kastelik | –   | –   | –   | –  | 35  | dns | –  | –   | 25  | 21  | –   | –   | –  | –   | –   | –   | –  | –   | –  | –   | –  | –   | 49  | 22  |
| Mateusz Kojzar | 56  | 69  | –   | –  | 57  | 50  | –  | –   | –   | –   | –   | –   | –  | –   | –   | –   | –  | –   | –  | –   | –  | –   | –   | –   |
| Jakub Kot | –   | –   | –   | –  | –   | –   | –  | –   | –   | –   | –   | –   | 5  | 4   | –   | –   | 1  | 1   | 5  | 6   | –  | –   | –   | –   |
| Dawid Krupa | –   | –   | –   | –  | 43  | 58  | –  | –   | –   | –   | –   | –   | 67 | 60  | –   | –   | –  | –   | –  | –   | –  | –   | –   | –   |
| Artur Kukuła | –   | –   | –   | –  | 3   | 3   | –  | –   | –   | –   | –   | –   | 21 | 13  | –   | –   | –  | –   | –  | –   | –  | –   | –   | –   |
| Krzysztof Leja | 48  | 28  | 15  | 12 | –   | 11  | 11 | 2   | 14  | 7   | 25  | 15  | 17 | 11  | –   | –   | –  | –   | –  | –   | –  | –   | 19  | 51  |
| Mateusz Małyjurek | –   | –   | –   | –  | 43  | 51  | –  | –   | –   | –   | –   | –   | –  | –   | –   | –   | –  | –   | –  | –   | –  | –   | –   | –   |
| Grzegorz Miętus | 4   | 41  | –   | –  | –   | –   | –  | –   | –   | –   | –   | –   | 54 | 5   | –   | –   | –  | –   | –  | –   | –  | –   | –   | –   |
| Krzysztof Miętus | 71  | 29  | 19  | 18 | –   | –   | 15 | 20  | 36  | 24  | –   | –   | –  | –   | –   | –   | –  | –   | –  | –   | –  | –   | 24  | 28  |
| Tomasz Pilch | –   | –   | –   | –  | 33  | 27  | –  | –   | –   | –   | –   | –   | 25 | 31  | –   | –   | –  | –   | –  | –   | –  | –   | 57  | 41  |
| Łukasz Podżorski | 48  | dsq | –   | –  | 7   | 8   | 18 | 6   | 11  | 19  | 10  | 21  | –  | –   | –   | –   | –  | –   | –  | –   | –  | –   | –   | –   |
| Adam Ruda | 35  | 68  | 10  | 2  | –   | 5   | 13 | 14  | 8   | 17  | 6   | 24  | 8  | 20  | –   | –   | –  | –   | –  | –   | –  | –   | 12  | 42  |
| Damian Skupień | –   | –   | –   | –  | dsq | –   | –  | –   | –   | –   | –   | –   | –  | –   | –   | –   | –  | –   | –  | –   | –  | –   | –   | –   |
| Mateusz Staszel | –   | –   | –   | –  | 50  | 72  | –  | –   | –   | –   | –   | –   | –  | –   | –   | –   | –  | –   | –  | –   | –  | –   | –   | –   |
| Andrzej Stękała | –   | –   | 13  | 13 | –   | –   | 2  | 22  | 6   | 1   | –   | –   | –  | –   | –   | –   | –  | –   | –  | –   | –  | –   | –   | –   |
| Kacper Stosel | –   | –   | –   | –  | dsq | –   | –  | –   | –   | –   | –   | –   | –  | –   | –   | –   | –  | –   | –  | –   | –  | –   | –   | –   |
| Tymoteusz Urbaś | –   | –   | –   | –  | 32  | 46  | –  | –   | –   | –   | –   | –   | –  | –   | –   | –   | –  | –   | –  | –   | –  | –   | –   | –   |
| Paweł Wąsek | –   | –   | –   | –  | –   | –   | –  | –   | –   | –   | –   | –   | –  | –   | –   | –   | –  | –   | –  | –   | –  | –   | 41  | 50  |
| Andrzej Zapotoczny | 36  | 35  | –   | –  | 48  | 21  | –  | –   | 19  | 14  | –   | –   | 40 | 32  | –   | –   | –  | –   | –  | –   | –  | –   | –   | –   |
| Rosja |     |     |     |    |     |     |    |     |     |     |     |     |    |     |     |     |    |     |    |     |    |     |     |     |
| Ilja Baskakow | –   | –   | –   | –  | 75  | 69  | –  | –   | –   | –   | –   | –   | –  | –   | –   | –   | –  | –   | –  | –   | –  | –   | –   | –   |
| Kiriłł Kotik | –   | –   | –   | –  | 36  | dsq | –  | –   | 42  | dsq | 44  | 47  | –  | –   | –   | –   | –  | –   | –  | –   | –  | –   | –   | –   |
| Aleksandr Marczukow | –   | –   | –   | –  | 52  | 38  | –  | –   | –   | –   | –   | –   | –  | –   | –   | –   | –  | –   | –  | –   | 45 | 52  | 38  | 58  |
| Maksim Migaczow | –   | –   | 62  | 62 | –   | –   | –  | –   | –   | –   | –   | –   | –  | –   | –   | –   | –  | –   | –  | –   | –  | –   | –   | –   |
| Andriej Paczin | –   | –   | 54  | 49 | –   | –   | –  | –   | –   | –   | –   | –   | 22 | 26  | –   | –   | –  | –   | –  | –   | –  | –   | –   | –   |
| Siergiej Pyżow | –   | –   | dns | 48 | –   | –   | –  | –   | 37  | 12  | 62  | 51  | –  | –   | –   | –   | –  | –   | –  | –   | –  | –   | –   | –   |
| Aleksiej Romaszow | –   | –   | –   | 9  | –   | –   | –  | –   | –   | –   | –   | –   | –  | –   | –   | –   | –  | –   | –  | –   | –  | –   | –   | –   |
| Maksim Siergiejew | –   | –   | –   | –  | –   | –   | –  | –   | 34  | 40  | 51  | 47  | –  | –   | –   | –   | –  | –   | –  | –   | –  | –   | –   | –   |
| Artur Sułtangułow | –   | –   | –   | –  | –   | –   | –  | –   | 27  | 27  | 60  | 40  | –  | –   | –   | –   | –  | –   | –  | –   | –  | –   | –   | –   |
| Siergiej Szułajew | –   | –   | 44  | 45 | –   | –   | –  | –   | 40  | 26  | 56  | 65  | –  | –   | –   | –   | –  | –   | –  | –   | –  | –   | –   | –   |
| Aleksandr Tigin | –   | –   | –   | –  | –   | –   | –  | –   | –   | –   | 30  | 53  | –  | –   | –   | –   | –  | –   | –  | –   | –  | –   | –   | –   |
| Jegor Usaczow | –   | –   | –   | –  | –   | –   | –  | –   | –   | –   | –   | –   | 15 | 15  | –   | –   | –  | –   | –  | –   | –  | –   | –   | –   |
| Rumunia |     |     |     |    |     |     |    |     |     |     |     |     |    |     |     |     |    |     |    |     |    |     |     |     |
| Paul Ardelean | dns | dns | –   | –  | –   | –   | –  | –   | –   | –   | –   | –   | –  | –   | –   | –   | –  | –   | –  | –   | –  | –   | 73  | 83  |
| Robert Buzescu | –   | –   | –   | –  | –   | –   | –  | –   | 50  | 47  | –   | –   | –  | –   | –   | –   | –  | –   | –  | –   | –  | –   | –   | –   |
| Daniel Cacina | dsq | dsq | –   | –  | 68  | 74  | –  | –   | 56  | 51  | –   | –   | –  | –   | –   | –   | –  | –   | –  | –   | –  | –   | 66  | 75  |
| Hunor Farkas | 68  | 72  | –   | –  | 54  | 59  | –  | –   | 48  | 53  | –   | –   | –  | –   | –   | –   | –  | –   | –  | –   | –  | –   | 61  | 68  |
| Andrei Feldorean | 66  | 71  | –   | –  | 74  | 68  | –  | –   | 63  | 62  | –   | –   | 48 | 63  | –   | –   | –  | –   | –  | –   | –  | –   | 67  | 65  |
| Adrian Grigore | –   | –   | –   | –  | –   | –   | –  | –   | dsq | 58  | –   | –   | –  | –   | –   | –   | –  | –   | –  | –   | –  | –   | –   | –   |
| Sorin Mitrofan | 32  | 52  | 55  | 53 | 28  | 33  | 44 | 53  | 16  | 30  | –   | –   | 66 | 51  | –   | –   | –  | –   | –  | –   | –  | –   | 43  | 62  |
| Radu Păcurar | dsq | 70  | –   | –  | 38  | 52  | –  | –   | 46  | 50  | –   | –   | –  | –   | –   | –   | –  | –   | –  | –   | –  | –   | 52  | 59  |
| Iulian Pîtea | 52  | 57  | 50  | 58 | 21  | 31  | 49 | 39  | 22  | 29  | –   | –   | 31 | 24  | –   | –   | –  | –   | –  | –   | –  | –   | –   | –   |
| Mihnea Spulber | 69  | 74  | –   | –  | dns | dns | –  | –   | 64  | 61  | –   | –   | –  | –   | –   | –   | –  | –   | –  | –   | –  | –   | 67  | 72  |
| Eduard Torok | 2   | 36  | 25  | 33 | dns | 13  | 36 | 24  | 28  | 43  | –   | –   | –  | –   | –   | –   | –  | –   | –  | –   | –  | –   | –   | –   |
| Słowacja |     |     |     |    |     |     |    |     |     |     |     |     |    |     |     |     |    |     |    |     |    |     |     |     |
| Dominik Ďurčo | –   | –   | –   | –  | 79  | 78  | –  | –   | –   | –   | –   | –   | –  | –   | –   | –   | –  | –   | –  | –   | –  | –   | –   | –   |
| Słowenia |     |     |     |    |     |     |    |     |     |     |     |     |    |     |     |     |    |     |    |     |    |     |     |     |
| Gašper Bartol | –   | –   | –   | –  | –   | –   | –  | –   | –   | –   | –   | –   | –  | –   | –   | –   | –  | –   | –  | –   | 12 | 24  | 5   | 20  |
| Tilen Bartol | 40  | –   | 38  | 16 | –   | –   | 45 | 3   | 9   | 10  | –   | –   | –  | –   | –   | –   | –  | –   | –  | –   | –  | –   | –   | –   |
| Matic Benedik | –   | –   | –   | –  | –   | –   | –  | –   | –   | –   | –   | –   | –  | –   | –   | –   | –  | –   | 20 | 23  | –  | –   | –   | –   |
| Tine Bogataj | –   | 55  | –   | –  | 19  | 19  | –  | –   | –   | –   | –   | –   | –  | –   | –   | –   | –  | –   | –  | –   | 48 | 11  | 35  | 42  |
| Martin Capuder | –   | –   | –   | –  | –   | –   | –  | –   | –   | –   | –   | –   | –  | –   | –   | –   | –  | –   | –  | –   | 17 | 40  | 13  | 13  |
| Nik Fabijan | –   | –   | –   | –  | –   | –   | –  | –   | –   | –   | –   | –   | –  | –   | –   | –   | –  | –   | –  | –   | 17 | 46  | 30  | 35  |
| Aleš Hlebanja | –   | –   | –   | –  | –   | –   | –  | –   | –   | –   | –   | –   | 20 | dsq | –   | –   | –  | –   | –  | –   | –  | –   | –   | –   |
| Žiga Jelar | 29  | 45  | –   | –  | 2   | 16  | 20 | 17  | –   | –   | –   | –   | –  | –   | –   | –   | –  | –   | –  | –   | 13 | 3   | 8   | 3   |
| Rok Justin | –   | –   | –   | –  | –   | –   | –  | –   | –   | –   | –   | –   | 4  | 6   | 3   | 1   | –  | –   | –  | –   | –  | –   | –   | –   |
| Matic Kramaršič | –   | 31  | –   | –  | –   | –   | –  | –   | –   | –   | –   | –   | 13 | 12  | –   | –   | –  | –   | –  | –   | 42 | 8   | –   | –   |
| David Krapež | 28  | 50  | –   | –  | 20  | 35  | 43 | 48  | –   | –   | –   | –   | –  | –   | –   | –   | –  | –   | –  | –   | 25 | 24  | 7   | 22  |
| Jan Kus | 39  | 29  | –   | –  | 8   | 16  | 29 | 15  | –   | –   | –   | –   | –  | –   | –   | –   | –  | –   | –  | –   | –  | 32  | –   | –   |
| Miha Kveder | –   | –   | –   | –  | 16  | 25  | –  | –   | –   | –   | –   | –   | 42 | 18  | –   | –   | –  | –   | –  | –   | 1  | 32  | 51  | 11  |
| Anže Lavtižar | –   | –   | –   | –  | 38  | 33  | 18 | 21  | –   | –   | –   | –   | –  | –   | –   | –   | –  | –   | –  | –   | 10 | 2   | 9   | 6   |
| Matej Likar | –   | –   | –   | –  | –   | –   | –  | –   | –   | –   | –   | –   | –  | –   | –   | –   | –  | –   | –  | –   | 27 | 42  | –   | –   |
| Mitja Mežnar | –   | –   | –   | –  | –   | –   | –  | –   | –   | –   | 19  | 5   | 39 | 29  | –   | –   | –  | –   | –  | –   | 2  | 13  | 22  | 10  |
| Andraž Modic | 22  | 9   | –   | –  | 4   | 4   | 9  | 5   | 16  | 18  | –   | –   | –  | –   | –   | –   | –  | –   | –  | –   | 39 | 15  | –   | –   |
| Aljaž Osterc | –   | –   | –   | –  | –   | –   | –  | –   | –   | –   | –   | –   | –  | –   | –   | –   | –  | –   | –  | –   | 15 | 14  | –   | –   |
| Blaž Pavlič | –   | –   | –   | –  | –   | –   | –  | –   | –   | –   | –   | –   | –  | –   | –   | –   | –  | –   | –  | –   | 31 | 35  | –   | –   |
| Bor Pavlovčič | dsq | –   | –   | –  | 29  | 15  | 31 | 29  | –   | –   | –   | –   | –  | –   | –   | –   | –  | –   | –  | –   | –  | –   | –   | –   |
| Luka Plestenjak | –   | –   | –   | –  | –   | –   | –  | –   | –   | –   | –   | –   | –  | –   | –   | –   | –  | –   | 17 | 21  | –  | –   | –   | –   |
| Andraž Pograjc | 12  | 11  | 1   | 3  | 5   | 12  | –  | –   | –   | –   | –   | –   | –  | –   | –   | –   | –  | –   | –  | –   | –  | –   | –   | –   |
| Cene Prevc | –   | –   | –   | –  | –   | –   | –  | –   | –   | –   | –   | –   | –  | –   | –   | –   | –  | –   | –  | –   | 4  | 3   | –   | –   |
| Domen Prevc | 14  | dsq | –   | –  | –   | –   | –  | –   | –   | –   | –   | –   | –  | –   | –   | –   | –  | –   | –  | –   | –  | –   | –   | –   |
| Ernest Prišlič | 3   | 26  | 3   | 8  | –   | –   | –  | –   | –   | –   | 7   | 7   | 10 | 22  | 5   | 4   | –  | –   | –  | –   | –  | –   | –   | –   |
| Matjaž Pungertar | –   | –   | –   | –  | –   | –   | –  | –   | –   | –   | –   | –   | 23 | 14  | –   | –   | –  | –   | –  | –   | 23 | 6   | –   | –   |
| Urban Rogelj | –   | –   | –   | –  | –   | –   | 41 | 44  | –   | –   | –   | –   | –  | –   | –   | –   | –  | –   | –  | –   | –  | –   | –   | –   |
| Žak Šilih | 54  | –   | –   | –  | 11  | 22  | 7  | 19  | 39  | 20  | –   | –   | –  | –   | –   | –   | –  | –   | –  | –   | 21 | –   | –   | –   |
| Jure Šinkovec | –   | –   | –   | –  | –   | –   | 6  | 28  | 1   | 2   | –   | –   | 6  | 3   | 20  | dns | –  | –   | –  | –   | –  | –   | –   | –   |
| Rok Tarman | –   | –   | –   | –  | –   | –   | –  | –   | –   | –   | –   | –   | –  | –   | –   | –   | –  | –   | –  | –   | 14 | 20  | 15  | 30  |
| Jaka Tesovnik | –   | 57  | –   | –  | –   | –   | –  | –   | –   | –   | –   | –   | –  | –   | –   | –   | –  | –   | –  | –   | –  | –   | –   | –   |
| Aljaž Vodan | –   | –   | –   | –  | –   | –   | –  | –   | –   | –   | –   | –   | 27 | 21  | –   | –   | –  | –   | –  | –   | 31 | 37  | –   | –   |
| Timi Zajc | –   | –   | –   | –  | –   | –   | –  | –   | –   | –   | –   | –   | –  | –   | –   | –   | –  | –   | –  | –   | 38 | 26  | –   | –   |
| Rožle Žagar | –   | –   | –   | –  | –   | –   | –  | –   | –   | –   | –   | –   | –  | –   | –   | –   | –  | –   | 7  | 7   | –  | –   | –   | –   |
| Miran Zupančič | –   | –   | –   | –  | –   | –   | –  | –   | –   | –   | 5   | 2   | 54 | 16  | –   | –   | –  | –   | –  | –   | –  | –   | –   | –   |
| Stany Zjednoczone |     |     |     |    |     |     |    |     |     |     |     |     |    |     |     |     |    |     |    |     |    |     |     |     |
| Grant Andrews | –   | –   | –   | –  | –   | –   | –  | –   | –   | –   | –   | –   | –  | –   | –   | –   | 12 | 13  | 32 | 30  | –  | –   | –   | –   |
| Kevin Bickner | 25  | 6   | –   | –  | –   | –   | –  | –   | –   | –   | –   | –   | –  | –   | –   | –   | –  | –   | –  | –   | –  | –   | –   | –   |
| AJ Brown | 60  | 45  | –   | –  | –   | –   | 66 | 55  | –   | –   | 39  | 59  | 34 | 43  | –   | –   | 2  | 2   | 8  | 14  | 43 | 17  | 54  | 24  |
| Benjamin Dowling | –   | –   | –   | –  | –   | –   | –  | –   | –   | –   | –   | –   | –  | –   | –   | –   | –  | –   | 36 | 35  | –  | –   | –   | –   |
| Trevor Edlund | –   | –   | –   | –  | 54  | 61  | 62 | 67  | –   | –   | –   | –   | 50 | 52  | 16  | 15  | –  | –   | 26 | 24  | 31 | 37  | –   | –   |
| Christian Friberg | –   | –   | –   | –  | –   | –   | –  | –   | –   | –   | 36  | 34  | 48 | 53  | –   | –   | –  | –   | 3  | 2   | –  | –   | –   | –   |
| Patrick Gasienica | –   | –   | –   | –  | –   | –   | 63 | 65  | –   | –   | –   | –   | –  | –   | –   | –   | –  | –   | 22 | 26  | 51 | 58  | –   | –   |
| Hunter Gibson | –   | –   | –   | –  | –   | –   | –  | –   | –   | –   | –   | –   | –  | –   | –   | –   | –  | –   | 31 | 29  | 57 | 60  | –   | –   |
| Tucker Hoefler | –   | –   | –   | –  | –   | –   | –  | –   | –   | –   | –   | –   | 74 | 73  | –   | –   | –  | –   | –  | –   | –  | –   | –   | –   |
| Ben Kaiser | –   | –   | –   | –  | –   | –   | 67 | 69  | –   | –   | –   | –   | –  | –   | –   | –   | –  | –   | 34 | 33  | –  | –   | –   | –   |
| Casey Larson | –   | –   | –   | –  | –   | –   | 61 | 54  | –   | –   | –   | –   | –  | –   | –   | –   | –  | –   | –  | –   | –  | –   | –   | –   |
| Beckett Ledger | –   | –   | –   | –  | –   | –   | –  | –   | –   | –   | –   | –   | 83 | 80  | –   | –   | –  | –   | –  | –   | –  | –   | –   | –   |
| Nathan Mattoon | –   | –   | –   | –  | –   | –   | –  | –   | –   | –   | –   | –   | 57 | 66  | 23  | 20  | –  | –   | 21 | 27  | 60 | 51  | –   | –   |
| Nicholas Mattoon | 55  | 45  | –   | –  | –   | –   | 50 | 58  | –   | –   | –   | –   | 62 | 49  | 14  | 10  | 7  | 4   | 19 | 14  | 35 | 53  | dsq | 59  |
| Somer Schrock | –   | –   | –   | –  | –   | –   | –  | –   | –   | –   | –   | –   | –  | –   | –   | –   | 13 | 12  | 35 | 34  | –  | –   | –   | –   |
| Luke Tschida | –   | –   | –   | –  | –   | –   | –  | –   | –   | –   | –   | –   | –  | –   | –   | –   | –  | –   | 30 | 32  | –  | –   | –   | –   |
| Andrew Urlaub | –   | –   | –   | –  | –   | –   | –  | –   | –   | –   | –   | –   | –  | –   | –   | –   | –  | –   | 32 | dsq | 59 | dsq | –   | –   |
| Brian Wallace | –   | –   | –   | –  | 25  | 16  | 25 | 32  | –   | –   | 66  | 57  | 63 | 37  | –   | –   | –  | –   | 23 | 22  | –  | –   | –   | –   |
| Szwajcaria |     |     |     |    |     |     |    |     |     |     |     |     |    |     |     |     |    |     |    |     |    |     |     |     |
| Mario Anderegg | –   | –   | –   | –  | –   | –   | 59 | 62  | –   | –   | –   | –   | –  | –   | –   | –   | –  | –   | –  | –   | –  | –   | –   | –   |
| Tobias Birchler | 19  | 20  | –   | –  | –   | –   | 17 | 13  | –   | –   | –   | –   | –  | –   | –   | –   | –  | –   | –  | –   | –  | –   | –   | –   |
| Manuel Fuchs | –   | –   | –   | –  | –   | –   | 57 | 64  | –   | –   | –   | –   | –  | –   | –   | –   | –  | –   | –  | –   | –  | –   | –   | –   |
| Luca von Grünigen | –   | –   | –   | –  | –   | –   | 58 | 56  | –   | –   | –   | –   | –  | –   | –   | –   | –  | –   | –  | –   | –  | –   | –   | –   |
| Sandro Hauswirth | –   | –   | –   | –  | –   | –   | 34 | 41  | –   | –   | –   | –   | –  | –   | –   | –   | –  | –   | –  | –   | –  | –   | –   | –   |
| Jakob Hess | –   | –   | –   | –  | –   | –   | –  | 68  | –   | –   | –   | –   | –  | –   | –   | –   | –  | –   | –  | –   | –  | –   | –   | –   |
| Tim Hug | –   | –   | –   | –  | –   | –   | 54 | 47  | –   | –   | –   | –   | –  | –   | –   | –   | –  | –   | –  | –   | –  | –   | –   | –   |
| Pascal Kälin | 7   | 6   | –   | –  | –   | –   | –  | –   | –   | –   | –   | –   | –  | –   | –   | –   | –  | –   | –  | –   | –  | –   | –   | –   |
| Olan Lacroix | –   | –   | –   | –  | –   | –   | 65 | 66  | –   | –   | –   | –   | –  | –   | –   | –   | –  | –   | –  | –   | –  | –   | –   | –   |
| Pascal Müller | –   | –   | –   | –  | –   | –   | 55 | 50  | –   | –   | –   | –   | –  | –   | –   | –   | –  | –   | –  | –   | –  | –   | –   | –   |
| Killian Peier | –   | –   | –   | –  | –   | –   | 40 | 1   | –   | –   | –   | –   | –  | –   | –   | –   | –  | –   | –  | –   | –  | –   | –   | –   |
| Janne Perini | –   | –   | –   | –  | –   | –   | 64 | 63  | –   | –   | –   | –   | –  | –   | –   | –   | –  | –   | –  | –   | –  | –   | –   | –   |
| Kevin Romang | –   | –   | –   | –  | –   | –   | 48 | 60  | –   | –   | –   | –   | –  | –   | –   | –   | –  | –   | –  | –   | –  | –   | –   | –   |
| Andreas Schuler | 29  | 20  | 8   | 11 | –   | –   | 33 | 31  | –   | –   | –   | –   | –  | –   | –   | –   | –  | –   | –  | –   | –  | –   | –   | –   |
| Szwecja |     |     |     |    |     |     |    |     |     |     |     |     |    |     |     |     |    |     |    |     |    |     |     |     |
| Sebastian Devall | –   | –   | –   | –  | –   | –   | –  | –   | 56  | 55  | 76  | 71  | –  | –   | –   | –   | –  | –   | –  | –   | –  | –   | –   | –   |
| Anton Eriksson | –   | –   | –   | –  | –   | –   | –  | –   | 61  | 64  | –   | –   | –  | –   | –   | –   | –  | –   | –  | –   | –  | –   | –   | –   |
| Marcus Flemström | –   | –   | –   | –  | –   | –   | –  | –   | 59  | 56  | 71  | 77  | –  | –   | –   | –   | –  | –   | –  | –   | –  | –   | –   | –   |
| Olof Lundgren | –   | –   | –   | –  | –   | –   | –  | –   | –   | –   | 68  | 69  | –  | –   | –   | –   | –  | –   | –  | –   | –  | –   | –   | –   |
| Turcja |     |     |     |    |     |     |    |     |     |     |     |     |    |     |     |     |    |     |    |     |    |     |     |     |
| Muhammed Ali Bedir | –   | –   | –   | –  | –   | –   | –  | –   | –   | –   | 80  | 79  | –  | –   | 21  | 23  | –  | –   | –  | –   | 54 | 56  | 56  | 55  |
| Muhammet İrfan Çintımar | –   | –   | 53  | 65 | 49  | 53  | 39 | 51  | 23  | 31  | 39  | 17  | –  | –   | 8   | 9   | –  | –   | 9  | 8   | 22 | 43  | 26  | 37  |
| Ayberk Demir | –   | –   | –   | –  | –   | –   | 47 | 42  | 32  | 36  | 21  | 44  | –  | –   | 18  | 26  | –  | –   | 12 | 12  | 47 | 43  | 41  | 57  |
| Muhammed Münir Güngen | –   | –   | –   | –  | –   | –   | 68 | 61  | 47  | 42  | 77  | 75  | –  | –   | 22  | 22  | –  | –   | –  | –   | 55 | 54  | –   | –   |
| Fatih Arda İpcioğlu | –   | –   | 48  | 47 | 54  | 30  | 42 | 45  | 31  | 33  | 78  | 60  | –  | –   | 10  | 11  | –  | –   | 25 | 12  | 31 | 43  | 58  | 59  |
| Samet Karta | –   | –   | 35  | 34 | 27  | 43  | 25 | 48  | –   | –   | 36  | 19  | –  | –   | –   | –   | –  | –   | 11 | 10  | –  | –   | –   | –   |
| Ukraina |     |     |     |    |     |     |    |     |     |     |     |     |    |     |     |     |    |     |    |     |    |     |     |     |
| Ihor Jakibjuk | –   | –   | –   | –  | 58  | 57  | –  | –   | 35  | 45  | –   | –   | 70 | 75  | –   | –   | –  | –   | –  | –   | –  | –   | –   | –   |
| Andrij Kalinczuk | –   | –   | –   | –  | 64  | 62  | –  | –   | –   | –   | –   | –   | 84 | 81  | –   | –   | –  | –   | –  | –   | –  | –   | –   | –   |
| Witalij Kaliniczenko | –   | –   | 45  | 30 | dns | 32  | –  | –   | 26  | 32  | –   | –   | 26 | 37  | –   | –   | –  | –   | –  | –   | –  | –   | –   | –   |
| Andrij Kłymczuk | –   | –   | 32  | 39 | dns | 25  | –  | –   | –   | –   | –   | –   | 34 | 34  | –   | –   | –  | –   | –  | –   | –  | –   | –   | –   |
| Mykoła Kusznirczuk | –   | –   | –   | –  | 69  | 73  | –  | –   | 60  | 54  | –   | –   | 76 | 79  | –   | –   | –  | –   | –  | –   | –  | –   | –   | –   |
| Jewhen Marusiak | –   | –   | –   | –  | 42  | 44  | –  | –   | 49  | 37  | 63  | 62  | 29 | 37  | –   | –   | –  | –   | –  | –   | –  | –   | –   | –   |
| Dmytro Mazurczuk | –   | –   | –   | –  | 59  | 70  | –  | –   | 44  | 43  | –   | –   | –  | –   | –   | –   | –  | –   | –  | –   | –  | –   | –   | –   |
| Stepan Pasicznyk | –   | –   | 51  | 57 | dns | 41  | –  | –   | 15  | 13  | –   | –   | 31 | 54  | –   | –   | –  | –   | –  | –   | –  | –   | –   | –   |
| Wiktor Pasicznyk | –   | –   | –   | –  | –   | –   | –  | –   | 33  | 39  | –   | –   | 50 | 37  | –   | –   | –  | –   | –  | –   | –  | –   | –   | –   |
| Andrij Waskuł | –   | –   | –   | –  | 64  | 64  | –  | –   | 54  | 49  | 66  | 71  | 73 | 65  | –   | –   | –  | –   | –  | –   | –  | –   | –   | –   |
| Iwan Zełenczuk | –   | –   | –   | –  | 81  | dsq | –  | –   | –   | –   | –   | –   | –  | –   | –   | –   | –  | –   | –  | –   | –  | –   | –   | –   |
| Węgry |     |     |     |    |     |     |    |     |     |     |     |     |    |     |     |     |    |     |    |     |    |     |     |     |
| Péter Kelemen | –   | –   | –   | –  | 78  | 75  | 71 | 71  | –   | –   | –   | –   | –  | –   | –   | –   | –  | –   | –  | –   | –  | –   | –   | –   |
| Flórián Molnár | –   | –   | –   | –  | 76  | 79  | 70 | 70  | 61  | 60  | –   | –   | –  | –   | –   | –   | –  | –   | –  | –   | –  | –   | –   | –   |
| Kristóf Molnár | –   | –   | –   | –  | 71  | 75  | 69 | dsq | 65  | 63  | –   | –   | –  | –   | –   | –   | –  | –   | –  | –   | –  | –   | –   | –   |
| Tamás Reymeyer | –   | –   | –   | –  | 80  | 77  | –  | –   | –   | –   | –   | –   | –  | –   | –   | –   | –  | –   | –  | –   | –  | –   | –   | –   |
| Wielka Brytania |     |     |     |    |     |     |    |     |     |     |     |     |    |     |     |     |    |     |    |     |    |     |     |     |
| Sam Bolton | –   | –   | –   | –  | –   | –   | –  | –   | –   | –   | –   | –   | –  | –   | –   | –   | 14 | 14  | –  | –   | –  | –   | –   | –   |
| Jake Lock | –   | –   | –   | –  | –   | –   | –  | –   | –   | –   | 53  | 55  | –  | –   | –   | –   | 8  | 9   | 29 | 31  | 53 | 56  | –   | –   |
| Robert Lock | –   | –   | –   | –  | –   | –   | –  | –   | –   | –   | 72  | 67  | –  | –   | –   | –   | 11 | 11  | 28 | 28  | 49 | 59  | –   | –   |
| Włochy |     |     |     |    |     |     |    |     |     |     |     |     |    |     |     |     |    |     |    |     |    |     |     |     |
| Federico Cecon | –   | –   | –   | –  | –   | –   | –  | –   | –   | –   | –   | –   | –  | –   | –   | –   | –  | –   | –  | –   | 41 | 34  | 16  | 37  |
| Sebastian Colloredo | 17  | 17  | –   | –  | –   | –   | –  | –   | –   | –   | –   | –   | –  | –   | –   | –   | –  | –   | –  | –   | –  | –   | –   | –   |
| Roberto Dellasega | –   | –   | –   | –  | –   | –   | –  | –   | –   | –   | –   | –   | –  | –   | –   | –   | –  | –   | –  | –   | 44 | 21  | 40  | 21  |
| Zeno Di Lenardo | –   | –   | –   | –  | –   | –   | –  | –   | –   | –   | –   | –   | 30 | dsq | –   | –   | –  | –   | –  | –   | 17 | 31  | 50  | 49  |
| Alessio Longo | 70  | 73  | –   | –  | –   | –   | –  | –   | –   | –   | –   | –   | –  | –   | –   | –   | –  | –   | –  | –   | 51 | 49  | 54  | 66  |
| Andrea Morassi | 23  | 22  | 12  | 37 | –   | –   | –  | –   | –   | –   | –   | –   | 47 | 27  | –   | –   | –  | –   | –  | –   | 29 | 17  | –   | –   |
| Joy Senoner | dsq | 56  | –   | –  | –   | –   | –  | –   | –   | –   | –   | –   | –  | –   | –   | –   | –  | –   | –  | –   | 24 | 47  | 46  | 42  |
| Daniele Varesco | –   | –   | 34  | 43 | –   | –   | –  | –   | –   | –   | –   | –   | –  | –   | –   | –   | –  | –   | –  | –   | 37 | 28  | 32  | 32  |
| Legenda |     |     |     |    |     |     |    |     |     |     |     |     |    |     |     |     |    |     |    |     |    |     |     |     |
| 1-3 4-30 poniżej 30 dns – Zawodnik zgłoszony, nie wystartował w konkursie. dsq – Zawodnik został zdyskwalifikowany w konkursie - – Zawodnik nie został zgłoszony do konkursu. |     |     |     |    |     |     |    |     |     |     |     |     |    |     |     |     |    |     |    |     |    |     |     |     |

## Klasyfikacja generalna
Stan po zakończeniu sezonu 2015/2016
| Miejsce | Zawodnik            | Występy | Punkty |
| ------- | ------------------- | ------- | ------ |
| 1.      | Danny Queck         | 12      | 796    |
| 2.      | Michael Dreher      | 12      | 460    |
| 3.      | Simon Greiderer     | 10      | 405    |
| 4.      | Jakub Kot           | 6       | 380    |
| 5.      | Ernest Prišlič      | 10      | 359    |
| 6.      | Adam Ruda           | 15      | 347    |
| 7.      | Stefan Huber        | 6       | 342    |
| 8.      | Jure Šinkovec       | 8       | 334    |
| 9.      | Daniel Huber        | 6       | 331    |
| 10.     | Krzysztof Leja      | 15      | 295    |
| 11.     | Žiga Jelar          | 10      | 294    |
| 12.     | Tim Fuchs           | 6       | 287    |
| 13.     | Andraž Pograjc      | 6       | 273    |
| 14.     | Andrzej Stękała     | 6       | 269    |
| 15.     | Florian Altenburger | 6       | 259    |
| 16.     | Andraž Modic        | 10      | 256    |
| 17.     | Przemysław Kantyka  | 10      | 255    |
| 18.     | Rok Justin          | 4       | 250    |
| 19.     | Thomas Hofer        | 8       | 248    |
| 20.     | Sebastian Bradatsch | 10      | 247    |
| ...     |                     |         |        |